# Кийт Ричардс
Кийт Ричардс (на английски: Keith Richards) е английски музикант, певец и автор на песни, и един от основателите на рок групата Ролинг Стоунс. Списание Ролинг Стоун го определя като 4-ти от 100-те най-добри китаристи. Четиринадесет песни на Ричардс, написани с вокала Мик Джагър, са в списъка на 500-те най-добри песни на всички времена на сп. Ролинг Стоун.
Ричардс свири като основна и ритъм китара, често в една и съща песен, както са известни Ролинг Стоунс с техните комбинации на ритъм и водеща китара прехвърляйки между Ричардс и друг китарист от групата (Брайън Джоунс (1962 – 1969), Мик Тейлор (1969 – 1975) и Рони Уд (1975 – ). В звукозаписното студио Ричардс свири понякога всички части за китари, като песните „Paint It Black“, „Ruby Tuesday“, „Sympathy for the Devil“ и „Gimme Shelter“. Той е и вокал, който пее беквокалите на много от песните на Ролинг Стоунс и понякога като основен вокалист на някои от концертите на любимата им песен „Happy“, и в отделния проект The X-Pensive Winos.

## Ранни години
Ричардс е роден на 18 декември 1943 година в болница „Ливингстън“ в Дартфорд, Кент, Англия. Той е единственото дете на Дори Мауд Лидиа (по баща Дюприй; 1915 – 2007) и Хърбърт Уилиям Ричардс (1915 – 2002). Баща му е работник в завод, раняван е през Втората световна война при десанта в Нормандия.
Бащата на майка му, Август Теодор „Гус“ Дюприй, е обикалял Великобритания с джаз биг бенд, и насърчава интереса на Кийт към китарите. Дядото 'закача' младия Ричардс с китара, закачена на рафт, който Кийт не можел да достигне. Ричардс пробвал всякакви начини, за да се добере до китарата, и когато накрая успява да я вземе, дядото му я оставя. Дядото го учи на основите с първата песен от Malagueña. Той репетира вкъщи 'като луд' и така дядото му подарява китарата. По-късно той нарича това „подаръкът на века“. Ричардс свири вкъщи, слушайки записите на Били Холидей, Луис Армстронг, Дюк Елингтън и други. Един от първите идоли на Кийт е бил Скоти Мур.

## Музикант

### Фронтмен
Стюър казва, че Ричардс е бил водещият музикант на Ролинг Стоунс, а Ричардс казва, че работата му е да „смазва машината“. Бил Уайман и Рони Уд казват, че докато при повечето групи се следва барабаниста, то в Ролинг Стоунс нямало начин да не следват Ричардс.

## Приятелството с Мик Джагър
Кийт Ричардс и Мик Джагър са учили в едно и също училище. Приятелството им често е описвано от медиите като „любов и омраза“. Ричардс е носил фланелка с надпис „Кой по дяволите е Мик Джагър?“
В интервю през 1998 година Ричардс казва: „Мисля за нашите различия като семейна кавга. Ако крещя и викам на Мик, това е защото никой друг не смее, или пък му се плаща да не го прави. В същото време се надявам, че Мик разбира, че аз съм приятел, който се опитва да го върне в правия път и да направи каквото трябва“ Ричардс, заедно с Джони Деп, се опитва безуспешно да накара Мик Джагър да участва във филма Карибски пирати: В непознати води заедно с тях.
Автобиографията на Кийт Ричардс Life е публикувана на 26 октомври 2010.

## Дискография

### Студийни албуми
- Talk Is Cheap (1988)
- Main Offender (1992)
- Crosseyed Heart (2015)

### Други
- Live at the Hollywood Palladium, 15 декември 1988
- Vintage Vinos (компилация)

## Основни вокали в песни на Ролинг Стоунс
По-долу е списък с официални парчета на Ролинг Стоунс, в които Кийт Ричардс пее основни вокали или участва в такива с още някой:
- „Something Happened to Me Yesterday“ (с Джагър), „Connection“ (с Джагър) – Between the Buttons (1967)
- „Salt of the Earth“ (първи куплет) – Beggars Banquet (1968)
- „You Got the Silver“ – Let It Bleed (1969)
- „Happy“ – Exile on Main St. (1972)
- „Coming Down Again“ – Goats Head Soup (1973)
- „Memory Motel“ (с Джагър) – Black and Blue (1976)
- „Happy“ (live) – Love You Live (1977)
- „Before They Make Me Run“ – Some Girls (1978)
- „All About You“ – Emotional Rescue (1980)
- „Little T&A“ – Tattoo You (1981)
- „Wanna Hold You“ – Undercover (1983)
- „Too Rude“, „Sleep Tonight“ –  Dirty Work (1986)
- „Can't Be Seen“, „Slipping Away“ – Steel Wheels (1989)
- „Can't Be Seen“ (live) – Flashpoint (1991)
- „The Worst“, „Thru and Thru“ – Voodoo Lounge (1994)
- „Slipping Away“ – Stripped (1995)
- „You Don't Have to Mean It“, „Thief in the Night“, „How Can I Stop“ – Bridges to Babylon (1997)
- „Thief in the Night“ (live), „Memory Motel“ (live, с Джагър и Дейв Матюс) – No Security (1998)
- „Anyway You Look At It“ (с Джагър) – Saint of me (B-Side)(1998)
- „Losing My Touch“ – Forty Licks (2002)
- „Happy“ (live), „The Nearness of You“ (live), „You Don't Have to Mean It“ (live) – Live Licks (2004)
- „This Place Is Empty“, „Infamy“ – A Bigger Bang (2005)
- „Hurricane“ – CD single
- „Thru and Thru“ (live) – Rarities 1971–2003 (2005)
- „You Got the Silver“ (live), „Connection“ (live), „Little T&A“ (live) – Shine a Light (2008)
- „Soul Survivor“ (Alternative Take) – „Exile on Main Street (2010 Reissue)“ (2010)
- „We Had it All“ – Some Girls (2011 Reissue) (2011)

## Филмография
| Година | Заглавие                                | Роля         |
| ------ | --------------------------------------- | ------------ |
| 1969   | Man on Horseback                        | войник       |
| 2002   | Семейство Симпсън                       | себе си      |
| 2007   | Карибски пирати: На края на света       | капитан Тийг |
| 2011   | Карибски пирати: В непознати води       | капитан Тийг |
| 2011   | Toots and the Maytals: Reggae Got Soul  | себе си      |
| 2012   | Rolling Stones: One More Shot           | себе си      |
| 2015   | Keith Richards: Under the Influence     | себе си      |
| 2017   | Карибски пирати: Отмъщението на Салазар | капитан Тийг |